# اورینت (اورگن)
اورینت (به انگلیسی: Orient) یک منطقهٔ مسکونی در ایالات متحده آمریکا است که در شهرستان مولتنومه، اورگن واقع شده‌است. اورینت  ۱۷۰٫۰۸ متر بالاتر از سطح دریا قرار دارد.